# しゅぷれ〜むキャンディ 〜王道には王道たる理由があるんです!〜
『しゅぷれ〜むキャンディ 〜王道には王道たる理由があるんです!〜』（しゅぷれ〜むきゃんでぃ　おうどうにはおうどうたるりゆうがあるんです）は、2008年9月26日にゲームブランド枕より発売されたアダルトゲームである。

## 概要
『H2O -FOOTPRINTS IN THE SAND-』『√after and another』に続く、枕の第3作目に当たる恋愛アドベンチャーゲームである。
2008年4月21日に枕公式ウェブサイトとエンターブレインのアダルトゲーム雑誌『TECH GIAN』6月号にて情報が初公開された。
2008年7月19日発売のアダルトゲーム雑誌『TECH GIAN』『PUSH!!』両誌の付録DVD-ROMにはゲーム序盤がプレイ可能な体験版（キャラクター音声なし）が収録された。
製品版の予約特典として、枕の次回作として予定されていた『サクラノ詩』の第一章「サクラノ詩 第一章 〜春ノ雪〜」をプレイできるCD-ROMが付属した。
主要なヒロインの数は7人。登場するキャラクターに多くオタクと呼ばれる存在が含まれるためか、アニメ・ゲーム・芸能に関するパロディが数多く存在する。また、「マジカルおとは」などのゲーム版・アニメ版含めた『H2O -FOOTPRINTS IN THE SAND-』のネタも幾つか存在する。
シナリオは前2作と同様藤倉絢一が担当。原画担当の4人のイラストレーター（いぬがみきら、梱枝りこ、水沢深森、karory）はいずれも女性である。

## あらすじ
主人公、斗南 優は幼少期に人間嫌いになってしまう。そして一人の友達もいない生活が長年続いた。
そんな時、隣の女子校から子供たちと女子生徒が楽しく遊んでいるのが見えた。自分もその中には入れたら、と思う。その帰り道、道端に落ちていた「しゅぷれ〜むキャンディ」と書かれたビンを拾う。
その中身のキャンディの効果は、「何歳か若返る」と「何歳か年をとる」というもの…。彼はこれを使って女子生徒に近づこうとする……。

## 登場人物
斗南 優（となみ ゆう）
4月10日生まれ。このゲームの主人公。優しく温和な性格。他人の言葉を悪意的に解釈してしまうネガティブ思考を持つ。
幼少期から自分の中にあるもう一つの人格、『彼』から人間に対する嫌悪の言葉をずっと聞かされてきたため、人間が苦手。友人も少ない。
小学生の頃、飼育係をしておりウサギの世話を率先して引き受けていた。しかし一匹だけ、懐かないウサギ「シラユキ」がおり世話に苦労していたものの優本人はシラユキのことを好いていた。だがあるとき、些細なことからクラスメイトにシラユキが殺されてしまい逆上した優は、『彼』に付け込まれてクラスメイトに暴力を振るってしまう。そのことを先生を含むクラス中から糾弾され、にもかかわらずシラユキを殺したクラスメイトが何の罰も受けなかったことで人間に対して絶望し、人との関わりを避けるようになる。また、カウンセリングを受けるものの、論理展開に長ける『彼』にカウンセリングの論理をことごとく論破されたことで、優は精神的にさらに追いつめられる。しかし、事態を把握した父より「ラビアンローズ」というご都合的考え方（簡単に言うとオタク的な発想方法）を伝授され、『彼』の付け入る隙を与えないことにより『彼』を押さえ込むことに成功した。しかし、他人とは未だに距離を置いている。
またこの事件の結果から、魔法があれば自分でも他人と関わっていけると思い魔法使いになることを夢見た。現在でも（幼少期ほどではないものの）魔法使いになれればいいなと思っている。
露雪 悠莉（つゆき ゆうり）
声：神村ひな
6月6日生まれ。ウサギの耳帽子をかぶった少女。わかりづらいがショートヘアーである。
マイペースな性格でとても頭がいい。女性としては珍しく、色々な昆虫・寄生虫などあまり一般人には好まれないものを好み愛でている。そのため陰湿な女子生徒からいじめを受けているが、本人は全く気にしていない。子供たちと遊ぶときは「科学の実験」と称してダンボールからハチやコウモリを呼び出す。ハチやコウモリは子供たちを驚かせはするが、襲うことはない。弓音はこの「実験」をあまり好きになれないらしいが、子供たちには好評である。口癖は「うの〜」または「うの〜ん」。笑う時は「フッフッフ」。ときおり語尾が「〜なのだった」と過去形になるなど、かなり特徴的なしゃべり方をする。
公園の奥の立派な豪邸に住んでいるが、本人は「公園に住んでいる」としか言わないため優はホームレスと間違えてしまう。とてつもない身体能力を持ち、人間ではとても不可能な速さで走ったり、バス停の看板を片手で軽々と振り回したりする。寝るときは裸で寝る。なぜか風呂が嫌い。
実は彼女は人間ではなく、魔法世界の旧支配者フォスフォラス・ヘスペラスが生み出した存在。その誕生には優自身が関係している。
長谷川・アイザック・泉・メルセデス・ジャココ(Hasegawa Isaac Izumi Mercedes Jakoko)
声： 金松由花
愛称はジャコ。呪いの鎌の名を持つ兵器で、未来から送り込まれてきた暗殺者。優が巨乳好きということから牛乳を飲むようになる。
かなり変わった名前だがジャコによると、可能な限り最高でいい名前らしい、とのこと。未来から来た兵器であるため、一般常識に疎く時にとんでもない行動をとってしまう。
恐ろしげな鎌に魔法使いのような服装と、ハロウィンを連想させる外見だが、魔力を持たない存在には彼女が見えないため特に問題ない。自分自身である鎌を持ち歩いているため、かなり肩がこっている。この鎌とは感覚を共有しているので、誰かに触られると感じてしまう。飲食の必要はないが食いしん坊で少し意地っ張りなところがある。時々、何故か言葉を逆さまに言う（「おやすみ」→「みすやお」など）。
元はアトロポス(Atropos)という名の女神だった。
天乃 羽依（あまの はねい）
声：芹園みや
10月31日生まれ。主人公・斗南優が女子校に潜入したとき一目惚れした少女。優が幼い頃知り合った魔法使いの少女でもある。
幼少期、箒ではなく電気掃除機に乗って空を飛んでいたが（魔法界では一般に電気掃除機で空を飛ぶ）安定せずふらふらしていたところで優と出会い、優が安定して座れる場所をアドバイスしたことで親しくなる。優の事を「先輩の魔法使い」だと思い込み、色々聞いてくるが優は魔法使いではないためうまくはぐらかしていた。しかし、あることがきっかけで優が魔法使いでないことがばれてしまい、優は羽依の前から姿を消す。羽依は姿を消した優を追いかけ、魔法界から「人間界の調査」という名目で探しに来ている。優と出会った思い出の場所「河原」で、また再会できると思い橋の下に住まいを構える。
明るい性格で誰とも分け隔てなく接する優しい心の持ち主。子供たちと遊ぶ女の子グループのリーダー的存在でもある。焼きそばを作るのがうまいが、少し味覚がおかしいのかチョコレート焼きそばといった珍妙なものも作ってしまう。原画集の公式ビジュアルメモリーズに収録されているショートストーリーではそれが災いしてしまう。
名前は「天の羽衣」（あまのはごろも）に由来し、羽依が魔法界の人物であることを指している。ただし物語の中で、人間の優との関わりを持つことから「衣」ににんべんを加えて「依」とした経緯がある。同様に、平仮名の「の」は起源となった「乃」の字を用いている。
佐久間 弓音（さくま ゆみね）
声：かわしまりの
4月1日生まれ。キャンディの力を使い女子校に潜入した優の正体に気づく少女。携帯電話にて写真を撮ることを趣味としていて、その趣味から子供姿の優と学生姿である優を同一人物であると見抜くが、羽依に一目惚れした優を応援する形で協力してくれる。しかしいじめっ子気質で、優をからかっては楽しんでいる。良い意味でも悪い意味でも頭の回転が早く、様々な悪戯を思いつくので優は頼りにしながらもたまに呆れる。が、逆に攻められると弱い。原画集の公式ビジュアルメモリーズに収録されているショートストーリーでは、家庭科の授業で高得点を取るために一計を案じる。学校でも町でもよく見かける人物。好きな物について語りだすと止まらないことがある。
実は隠れオタクでエロゲーをやっていることが後に判明する。好きなものはあんパン。
湊 向日葵（みなと ひまわり）
声： 楠鈴音
10月25日生まれ。優の幼馴染。
幼年期に優と公園で出会い、それから幾度も遊んでいたがあることがきっかけで仲違いしてしまう。両者とも原因は自分にあると思っている。家が近いため、偶然出くわすことがあるが、彼女は優に一言謝って逃げてしまう。
家庭的な性格で料理が得意。駄菓子が大好きで休日も目当てのお菓子を探しに街中を歩くほど。
好きなものは駄菓子・カタツムリ。
藍原 時未（あいはら ときみ）
声：野神奈々
12月9日生まれ。優の家の近所に住む女の子。優にとっては妹のような存在。
昔から斗南家に預けられることが多く、その縁で斗南家の人間とはかなり親しい。優のことが大好きで、よく遊びに来る。愛情表現なのか、玩具のステッキや下敷きを使って優を攻撃する。
ある日、主人公がしゅぷれ〜むキャンディを落としてしまい、次にキャンディを拾う。年齢差がある2人のため時未はしゅぷれ〜むキャンディを使って大人になり優に接近する。優は時未であることに気づかず、大人になった時未の名前を聞くが聞き間違いをしてしまい、大人になった時の名前は「ギロチン」という名前になってしまう。
｢ウヘヘヘヘヘ｣や｢ウヘー｣が口癖で、大人になった際は｢ウ゛エ゛エ゛エ゛エ゛エ゛」というかなり不気味な笑い声（？）を叫ぶ。サヤちゃんという、おませな友達がいる。
七星 朱里（ななほし しゅり）
声：松永雪希
7月10日生まれ。優の通う男子校に転入してきた少女。
面白いことが大好きで、常に面白いことを探している。その関係で想部に入部する。
周りの皆は「隣にある女子校と転入先を間違えたのだろう」と推測するも本人は「自分の意思」という。親は男子校に行くのを反対だったが反対を押し切る。そのため学費を稼ぐためにバイトをしている。
優と衝撃的な出会いをしたこともあって親しみ、「優ちゃん」と部活の先輩と言う事から「優ちゃん輩」と呼ぶ。一人称は｢七星朱里」。

### サブキャラクター
斗南 修（となみ しゅう）
優の父であり想部の初代部長。
エロゲやアニメ、漫画、鉄道等々をこよなく愛する生粋のオタク。妻百合子とコスプレHするのが趣味らしい。
優にラビアンローズ（話しかけて機嫌が悪い相手は「ツンデレ」と思い、道を歩いて反対方向から来る人の肩がぶつかったら「フラグがたった」などと思う事）を伝授した本人。一応『彼』の存在を知っている。
もうそれなりの年齢のはずだが、外見・性格ともに若々しい。百合子とラブラブで所構わずのろけを始めることに優は頭を痛めている。某ハンバーガーショップのピエロの色違いのコスプレをするシーンがある。
斗南 百合子（となみ ゆりこ）
声：芹園みや
優の母親。こちらも夫と同じく若々しい。
シラユキの一件以来、優が塞ぎ込んで人間嫌いになったことに心を痛め、笑顔を絶やすまいと毎日明るく振り舞うようにしている。
斗南家の中で一番恐ろしい存在。優のことを「優」、修のことを「修くん」と呼ぶが、ネタに走り始めると「ウチの愚息」や「ご主人様」といった呼び方をする。優の言動などの一部を極大解釈して、「だんなさまぁ！」と叫んで修を呼び、大騒ぎを始めるのは斗南家の日常である。某電脳歌姫の色違いのコスプレをするシーンがある。
部長
現想部の部長。
優を想部に勧誘した人物。とあるエロゲーのメインヒロインを想像し話しかけるなど一般的におかしい行動が多いが、独自の哲学めいたもので優に対して重要な助言をおこなう。また、多芸に秀でている。想部の全員から信頼・尊敬されている兄貴肌。
田中（たなか）
優のクラスメイトで数少ない友人。
バスケ部・生徒会衛生部に所属。人付き合いの不得手な優に友達として接する男子生徒。いい人なのだが、朱里ルートではバスケ部に可愛いマネージャーがほしいがために暴走する。
フォスフォラス・ヘスペラス(Phosphorus Hesperus)
声：神村ひな
魔法世界からやってきた旧支配者。時間跳躍の魔法を得意とし、可能事態の多様体である宇宙を行き来できる神器『シャイニング・トラペゾヘドロン(Shining Trapezohdron)』の保持者。フォスフォラス、ヘスペラスとは宵の明星、明けの明星の意。
シラユキ
優が小学生の頃学校で飼育されていたウサギ。人に懐かず群れにも馴染まなかったウサギで、優がえさをやろうとすると必ず手を噛んで落ちたえさを食べていた。優は可愛がっていたが、噛み癖が災いしてクラスメイトに殺されてしまう。その後の顛末で優の心に深い傷を残すこととなる。優が建てたシラユキの墓は現在でも残っている。
彼（かれ）
優の中に存在するもうひとつの人格。人間嫌いを自称し殺人を厭わない冷酷な性格。論理展開に長け、シラユキを殺された激情につけこんで優が暴力を振るうように仕向け、優が受けたカウンセリングの論理を数秒のうちにことごとく論破した。優のことを「嘘つき（ライヤー）」と呼ぶ（ラビアンローズにより優が『彼』のことをいなくなったと信じ込もうとしているため）。
ラビアンローズである程度押さえ込まれてはいるが、たびたび出現し優を苦しめる。

## スタッフ
- 原画（各キャラクターごとに担当者が異なる）
  - 露雪 悠莉・ジャコ：いぬがみきら
  - 天乃 羽依・湊 向日葵・藍原 時未：梱枝りこ
  - 佐久間 弓音：水沢深森
  - 七星 朱里：karory
- シナリオ：SCA-自、藤倉絢一、柚子璃刃、Team N.G.X、彩音、千歳
- 主題歌：「飛べない魔法使い」
  - 作詞：藤倉絢一
  - 作曲編曲：ピクセルビー
  - 歌：やなぎなぎ

## 購入特典
- 商品同梱特典：「しゅぷれ〜むキャンディ」特典冊子（原画集）
- 予約キャンペーン特典：「サクラノ詩 第一章 〜春ノ雪〜」
- ショップ特典
  - ソフマップ：描き下ろしテレカ、録り下ろしドラマCD 特製ブックレット仕様（第1話『しみゅれ〜しょんキャンディ 〜RPG編〜』、第2話『しみゅれ〜しょんキャンディ 〜ミステリー編〜』）
  - メッセサンオー：等身大描き下ろしベッドシーツ
  - げっちゅ屋：描き下ろしテレカ

## 関連商品
書籍
- しゅぷれ〜むキャンディ 〜王道には王道たる理由があるんです!〜 公式ビジュアルメモリーズ（双葉社、2009年2月11日発売、ISBN 978-4-575-30106-9）